# Futbol'ny Klub Dinamo Minsk
El Futbol'ny Klub Dinamo Minsk (en belarús Футбольны клуб Дынама Менск) és un club belarús de futbol de la ciutat de Minsk.

## Història
- 1927 Fundació amb el nom de Dinamo Minsk
- 1954 Desfet
- 1954 Refundat amb el nom de Spartak Minsk
- 1959 Reanomenat Belarus Minsk
- 1962 Reanomenat Dinamo Minsk

El Dinamo Minsk fou l'únic club de l'antiga RSS de Belarús que va disputar la primera divisió de la Lliga soviètica de futbol, disputant 39 de les 54 temporades i guanyant l'edició de 1982.

## Palmarès
- Lliga belarussa de futbol (7): 1992, 1993, 1994, 1995, 1996, 1997, 2004
- Copa belarussa de futbol (3): 1992, 1994. 2003
- Lliga soviètica de futbol (1): 1982

## Entrenadors destacats
- Oleg Bazilevitx (1977-78)
- Eduard Malofeev
- Alexandr Piskarev (2000-01)

## Equip reserva
L'equip reserva del club, anomenat Dinamo Minsk 2, va jugar durant diverses temporades a la primera divisió del país sota els noms Belarus Minsk i Dinamo-93 Minsk. Ascendí el 1992 i descendí el 1998. Va guanyar la copa belarussa el 1995.